# Stefan Banach
Stefan Banach (Krakkó, 1892. március 30. – Lvov, 1945. augusztus 31.) lengyel matematikus.

## Élete
Édesapja Stefan Greczek (1867–1967), anyja Katarzyna Banach volt (1864–?) volt. Szülei nem voltak házasok, mert Greczek, aki ekkor katona volt, nem kapott engedélyt a hadseregtől a házasságra. Ezért Stefan Banach vezetéknevét nem az édesapja után kapta, hanem édesanyja után. Ő Banach születése után négy nappal eltűnt,[forrás?] és soha többé nem hallottak róla. Egy hónapos korában Banach apai nagyanyjához került, majd néhány hónappal később Franciszka Płowa mosónő vette gondozásába és nevelte fel.
1910-ben érettségizett Krakkóban, majd beiratkozott a Lwówi Műszaki Egyetemre mérnöki szakra. Az első világháború kitörésével félbehagyta egyetemi tanulmányait, és visszatért Krakkóba, ahol korrepetálásból élt, és barátaival privátban folytatta matematikai tanulmányait. Itt találkozott Hugo Steinhausszal, aki a háború végén professzori állást kapott a lwówi egyetemen. Steinhaus visszahívta Banachot Lwówba, és egyengette az ifjú matematikus pályáját. Bár Banachnak nem volt egyetemi diplomája, 1920-ban néhány hónap alatt ledoktorált, 1922-ben pedig professzorrá nevezték ki.
A világháborúk közötti években a lwówi matematikai iskola egyik vezéralakja volt. Mikor a második világháború kitört, Banach éppen a Lengyel Matematikai Társaság elnöke és a Lembergi Egyetem professzora volt. Jó viszonyt ápolt a szovjet matematikusokkal, így az 1939-es megszállás ellenére megtarthatta állását. Az 1941-ben történt brutális német bevonulást követően minden kereseti lehetőségét elvesztette, így kényszerűen részt vett egy orvosi kísérletben, melyben tetveket kellett táplálnia a vérével. A kísérleteket a tífuszos láz gyógyítására tervezték. Egészsége gyorsan hanyatlani kezdett, majd tüdőrákot kapott. Lemberg városa része lett a Szovjetuniónak, Banach itt halt meg 1945-ben.

## Matematikai munkássága
A funkcionálanalízis atyja, fontos felfedezéseket tett a topologikus vektorterek elméletében, a halmazelméletben, a mértékelméletben és az ortogonális sorok elméletében. Alapművet írt Théorie des opérations linéaires (Teoria operacji liniowych, 1932) címmel.
A matematikában a következő fogalmak őrzik az emlékét:
- Banach-algebra
- Banach–Jordan-algebra
- Banach-nyaláb
- Banach fixponttétele
- Banach-játék
- Banach-rács
- Banach-limesz
- Banach-sokaság
- Banach-mérték
- Banach-tér
- Banach–Alaoglu-tétel
- Banach–Mazur-játék
- Banach–Mazur-tétel
- Banach–Ruziewicz-probléma
- Banach–Saks-tétel
- Banach–Schauder-tétel
- Banach–Steinhaus-tétel
- Banach–Stone-tétel
- Banach–Tarski-paradoxon
- Banach gyufaproblémája
- Hahn–Banach-tétel